# 宁波轨道交通1号线
宁波轨道交通1号线位于中国浙江省宁波市，是宁波轨道交通系统的一条地铁线路，标志色为海洋蓝。该线是宁波第一条地铁线路，也是浙江省开通的第二条地铁线路。线路全长46.165千米，自西向东穿越宁波市主城区，经过海曙、鄞州和北仑三区。全线设车站29座，其中9座车站与其他7条轨道交通线路换乘。
1号线共分两期建设完成，一期工程从高桥西站至东环南路站，长20.878千米，共设车站20座，于2009年6月26日开工，2014年5月30日通车运营；二期工程从东环南路站至霞浦站，长25.287千米，共设车站9座，于2012年12月底开工建设，2016年3月19日通车。线路东西两端均预留有进一步延伸的条件，其中西端延伸一站的计划已列入宁波轨道交通第三轮建设规划，而北仑区计划将线路东端延伸到柴桥。

## 线路走向
1号线西起海曙区高桥镇，沿望春路与后塘河方向以高架线向东南延伸，至机场路转入地下。过机场公路后地下线沿中山西路向东，经过大卿桥、鼓楼，在东门口（天一广场）站东面通过隧道下穿奉化江。过江厦桥后沿中山东路向东，到达世纪大道后向北迂回进入宁穿路，而后沿宁穿路向东，经海晏路、盛莫路后，到达一期工程终点站东环南路站。在东环南路站站后设双线折返线接天童庄车辆段出入段线。
二期工程起自东环南路站东面的天童庄综合基地，沿329国道向东，经过五乡镇、宝幢站，此后向东北方向延伸，穿过育王岭进入北仑区大碶街道。宝幢至邬隘区间长度约6.3km，为宁波轨道交通全路网最长区间。此后线路至凤凰山路开始转向至泰山路，并最终延伸至霞浦终点站。

## 历史

### 规划
宁波轨道交通1号线最早出现在2003年8月编制完成并通过专家评审的《宁波市城市快速轨道交通线网规划》中，该规划将1号线定为宁波轨道交通“三主三辅”6条线路中的3条骨干线之一。2006年2月《宁波市快速轨道交通线网规划》获得宁波市政府批复。随后，2006年8月国务院批复的《宁波市城市总体规划（2006年-2020年）》中确认了宁波市建设轨道交通的规划预想。
根据获批的城市总体规划和轨道交通线网规划，当时的1号线工程西起高桥镇西，经东外环路，到达北仑区，全长44.6公里。2005年12月编制的《宁波市城市快速轨道交通建设规划（2006-2015）》中，1号线被明确为分两期建设，一期从高桥至东外环路，二期从东外环路至北仑。2006年11月宁波市十二届人大常委会会议表决通过了《关于建设轨道交通的决议》，确认了1号线和2号线规划于2015年前建成。上述规划在经国家发改委和建设部评审后，于2008年8月获得国务院批复。
2020年12月，列入《宁波市城市轨道交通第三期建设规划》的1号线西延一站工程通过国家发改委批复。该新建区间全线高架，长1.5公里。

### 一期工程

#### 建设规划

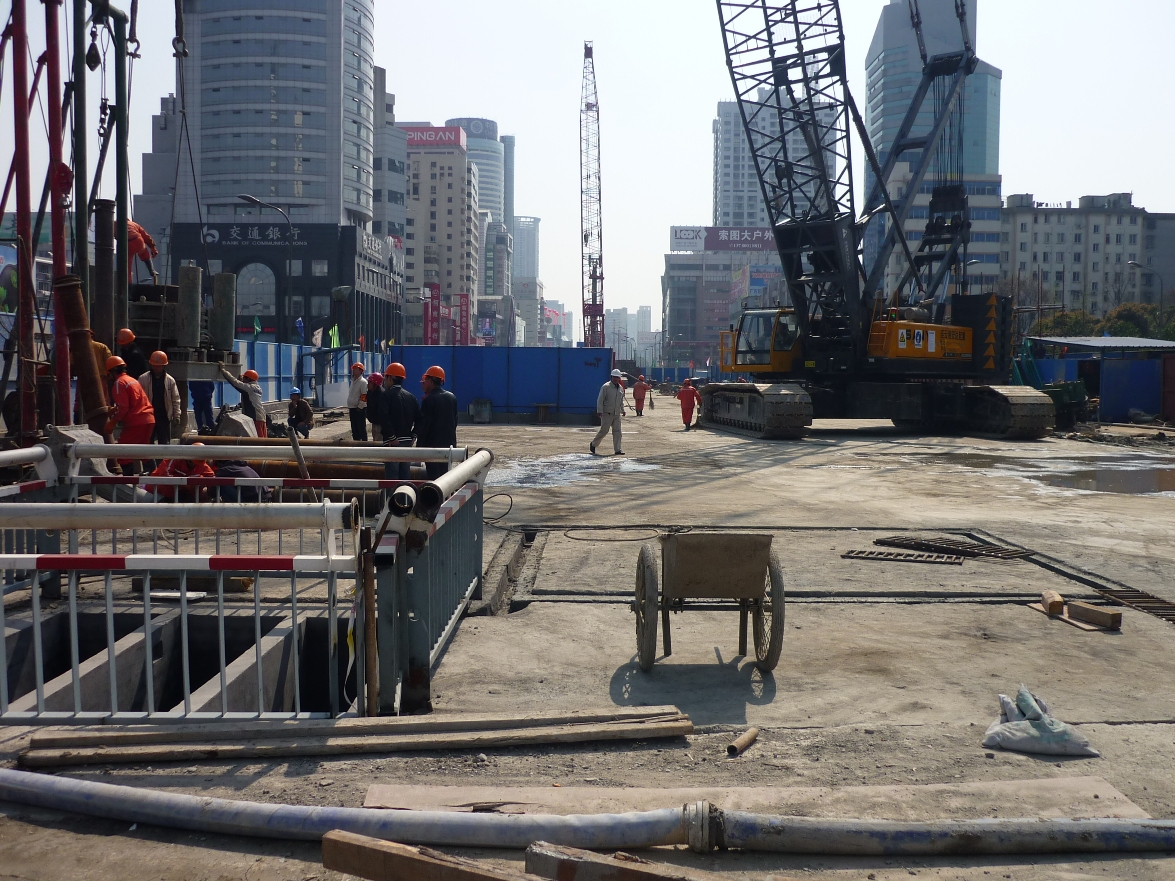
建设中的1号线鼓楼站，2010年3月

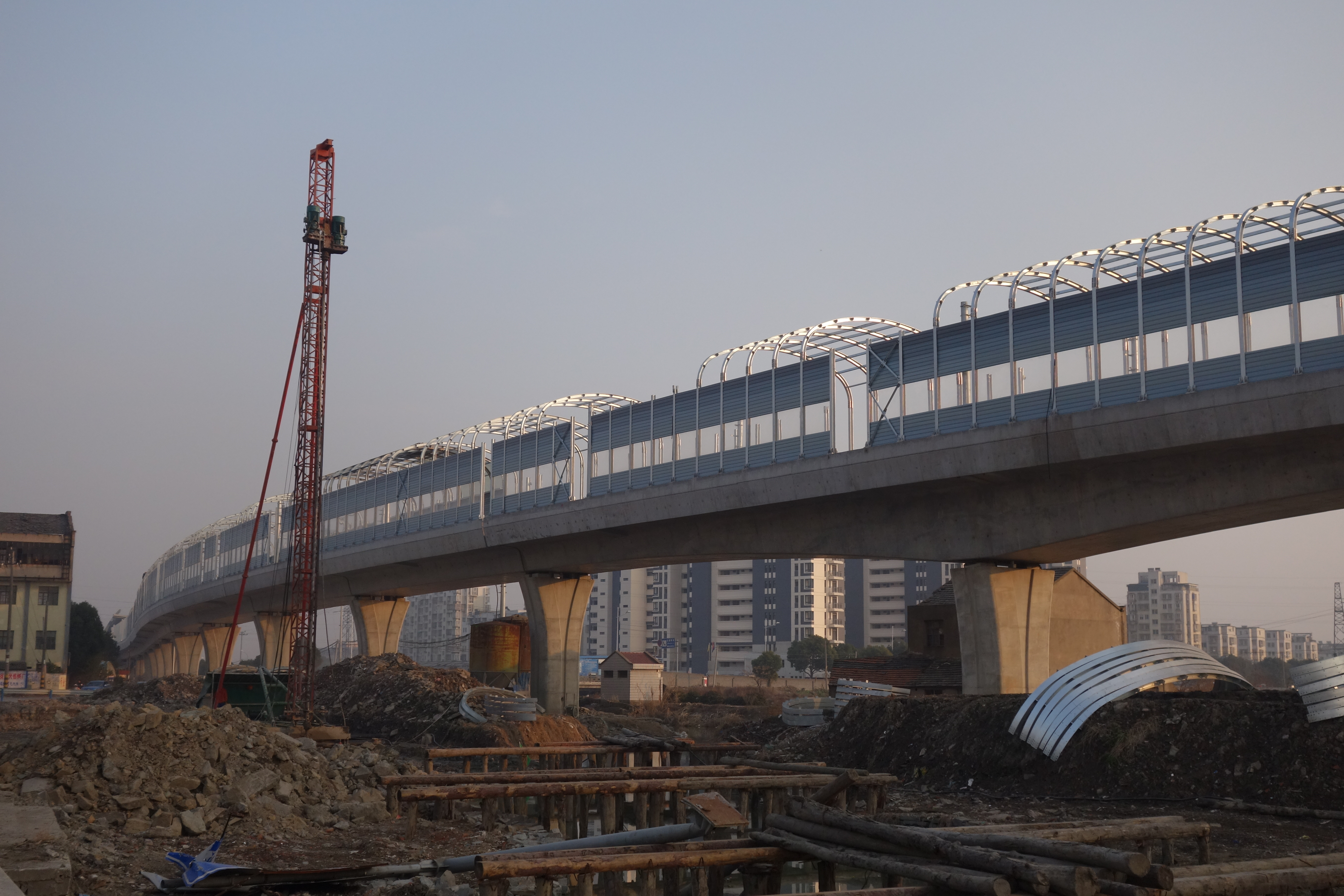
建设中的1号线芦港–徐家漕长乐区间，2014年1月

2006年至2008年宁波规划部门编制了《宁波市轨道交通1号线一期工程可行性研究报告》。工程可研报告于8月上报国家发改委并于12月获得批复。根据这一规划，1号线一期工程西起海曙区高桥镇，东至鄞州区邱隘镇，全长20.8公里，设20座车站，总投资135亿元，成为当时宁波历史上单体投资最大的工程。
此后规划也相继作出过一定变动，2009年5月，原规划中的曙光路站被拆分为江厦桥东站和彩虹北路站。2010年12月，由于用地规划更改、预留延伸条件等原因，高桥西站改为沿大西坝河东侧设置，石路头停车场改为江南停车场并移至通途路南侧。江南停车场和天童庄车辆段亦增加上盖开发以提高土地利用价值。该调整随后也获得了环保部的环评批准。

#### 工程建设
2008年6月一期试验段于福庆路站开工建设。次年6月26日，一期工程首个站点正式开工建设，各地下车站主体工程随后陆续开工。在江厦桥东站建设期间，位于市中心建成时间不足20年的雅戈尔滨江大厦和宁波银行大厦遭到定向爆破拆除曾经引起争议。2010年10月泽民站率先主体完工，地下段所有车站主体工程在2011年12月6日前也全部完工。
2010年5月，鼓楼–东门口明挖区间开始施工。8月20日，首个隧道盾构区间福明路至世纪大道区间开始盾构，并于同年10月29日率先贯通。2012年5月31日，宁波首条跨江地铁隧道东门口–江厦桥东下穿奉化江区间贯通，全线盾构工程于同年6月18日完工。高架段由于拆迁等因素开工较晚，2013年5月芦港站、徐家漕长乐站首先完成土建。12月3日，中国轨道交通跨度最大的提篮拱桥高架段跨甬金高速连接线拱桥合龙。
地下段主体结构完成后，车站机电安装工程于2012年4月15日开始，2013年7月22日地下段电通。地下段于2012年6月18日从望春桥站开始铺轨，高架段段铺轨则在8月展开。地下段右线于同年12月26日轨通，高架段则于2014年1月23日完成轨通。

#### 运营准备
1号线一期运营准备工作在地下段电通后进行。2013年8月19日，首列地铁列车进驻天童庄车辆段并开始段内测试。9月15日，车辆开始地下段冷滑，并于23日开始地下段热滑。而样板站望春桥站也于9月12日移交运营分公司。2014年1月19日，列车开始在地下段空载试运行。在高架段电通后，2014年3月13日，一期开始全面测试，同时各项工程先后通过验收。
1号线一期工程于2014年4月底通过试运营条件验收，5月21日至25日开放万人试乘，2014年5月30日开通。

### 二期工程

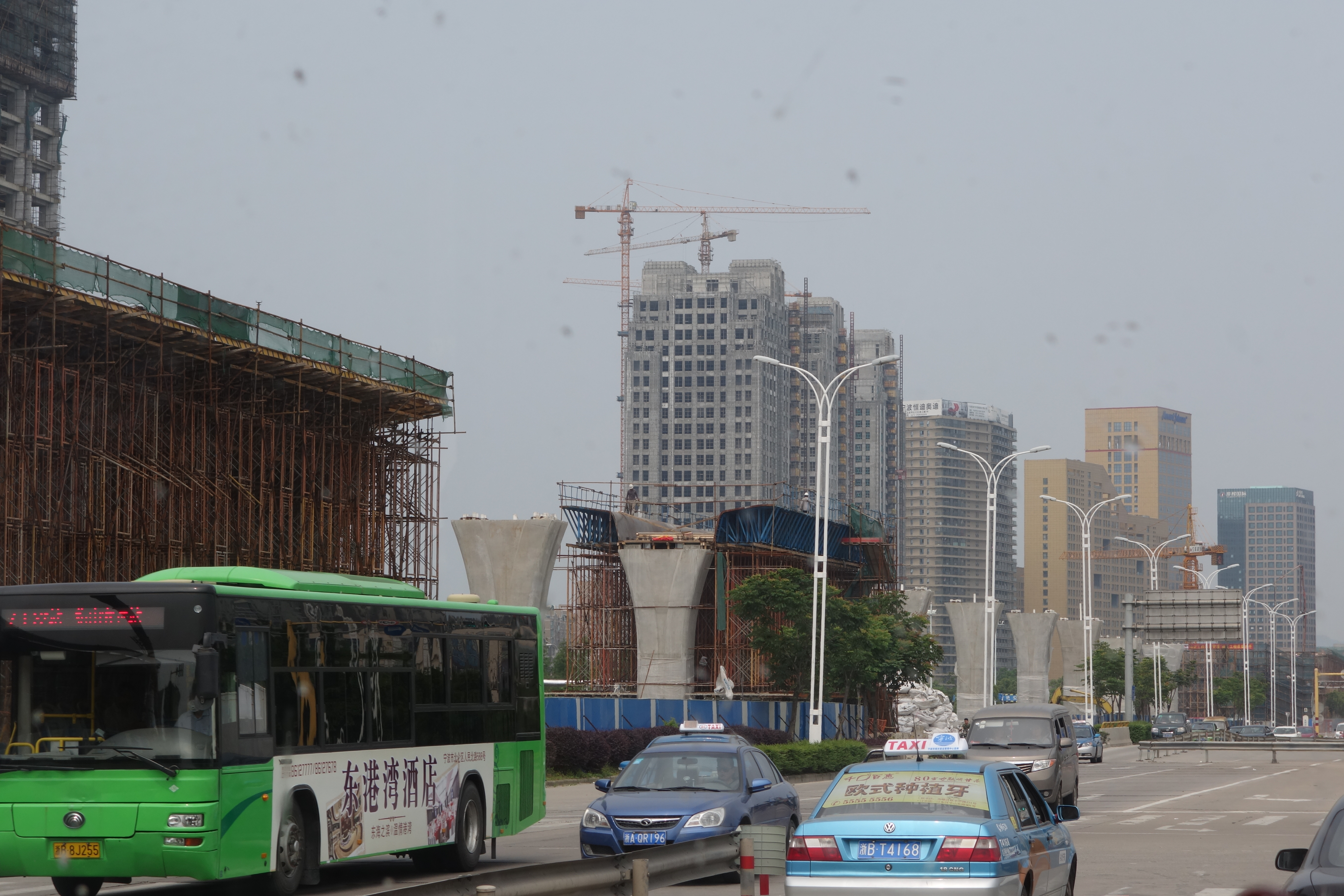
1号线二期北仑段高架工地

#### 建设规划
2012年7月，二期工程可行性研究报告获得国家发改委批复，根据规划二期工程西起邱隘镇，东至北仑区霞浦街道，全长23.45公里，投资70.22亿元。获批的工可报告较先前的《宁波市城市快速轨道交通建设规划（2006-2015）》增加了五乡西站，更改了部分线位，并将原规划中位于北仑区通山村的停车场东移至朱塘村。
与一期类似，二期同样没有完全依照批复的规划实施，在工程项目实施的过程中规划陆续进行了修改。2013年8月，线路东端增加闽江路站，成为1号线东端的新起点。

#### 工程建设
2012年4月10日，二期工程试验站五乡西站开工建设。4月25日，东环南路站往五乡西站方向开始隧道盾构施工。2013年2月2日，二期首条隧道东环南路–五乡西区间右线隧道贯通。高架段则于2012年年中开始陆续开工，霞浦站于2013年12月13日成为二期首个封顶的高架车站。全线控制工程，横跨鄞州、北仑两区的育王岭隧道于2014年9月30日贯通。2014年12月29日，二期工程开始铺轨，正线于2015年5月24日全线贯通。但由于朱塘村一户拆迁户未及时达成协议，二期工程出入场线直到2015年8月15日方才连接完毕，至此全线主体工程完工。

#### 运营准备
1号线二期的运营准备于2015年展开。4月17日，首列二期地铁列车由宁波南车基地移交天童庄车辆段。9月10日，1号线二期开始接触网冷滑，9月21日开始热滑。11月21日至12月24日，利用末班车后的时间，1号线二期与一期进行了为期一个月的联调，此后进入空载试运行阶段，并于2016年1月20日进入贯通试运行。
1号线二期最终于2016年2月26日完成试运营基本条件评审，3月13日至15日开放试乘，3月19日开通。

### 西延工程
2023年7月，1号线西延工程可行性研究报告获得宁波市发改委批复。根据规划，西延工程为高桥西站（不含）至石路头站，全长1.23公里，包含1站1区间，全线高架，均位于高桥镇境内，项目投资5.88亿元。至2023年7月，工程尚未开工建设。

## 车站
宁波轨道交通1号线共设车站29座，其中，望春桥站至邱隘东站16站为地下站，高桥西站至徐家漕长乐站、五乡站至霞浦站13站为高架站。

### 站名
1号线车站命名时，既考虑了历史文化传承和站点周边的风俗人情的，也考虑了让站名更接近现实地理位置，便于市民记忆和识别。在此过程中，多座车站站名曾进行更改。
| 现站名               | 原站名     | 更名原因                                   |
| -------------------- | ---------- | ------------------------------------------ |
| 梁祝站               | 西三路站   | 车站靠近梁祝文化公园                       |
| 徐家漕长乐站         | 徐家漕站   | 车站靠近徐家漕和长乐村                     |
| 望春桥站             | 望春站     | 车站附近有望春桥                           |
| 泽民站               | 环城西路站 | 车站位于泽民庙遗址附近                     |
| 鼓楼站               | 市府站     | 车站位于宁波鼓楼附近                       |
| 东门口（天一广场）站 | 天一广场站 | 车站位于老城东渡门（东门），且靠近天一广场 |
| 舟孟北路站           | 彩虹北路站 | 车站位于中山东路与舟孟北路交叉口           |
| 海晏北路站           | 海晏路站   | 车站位于海晏北路与宁穿公路交叉口           |
| 福庆北路站           | 福庆路站   | 车站位于福庆北路与宁穿公路交叉口           |
| 东环南路站           | 东外环路站 | 车站位于宁穿公路和沙洲路附近，靠近东环南路 |
| 邱隘东站             | 五乡西站   | 车站位于邱隘镇境内                         |
| 霞浦站               | 闽江路站   | 车站位于北仑区霞浦街道境内                 |

### 车站装饰

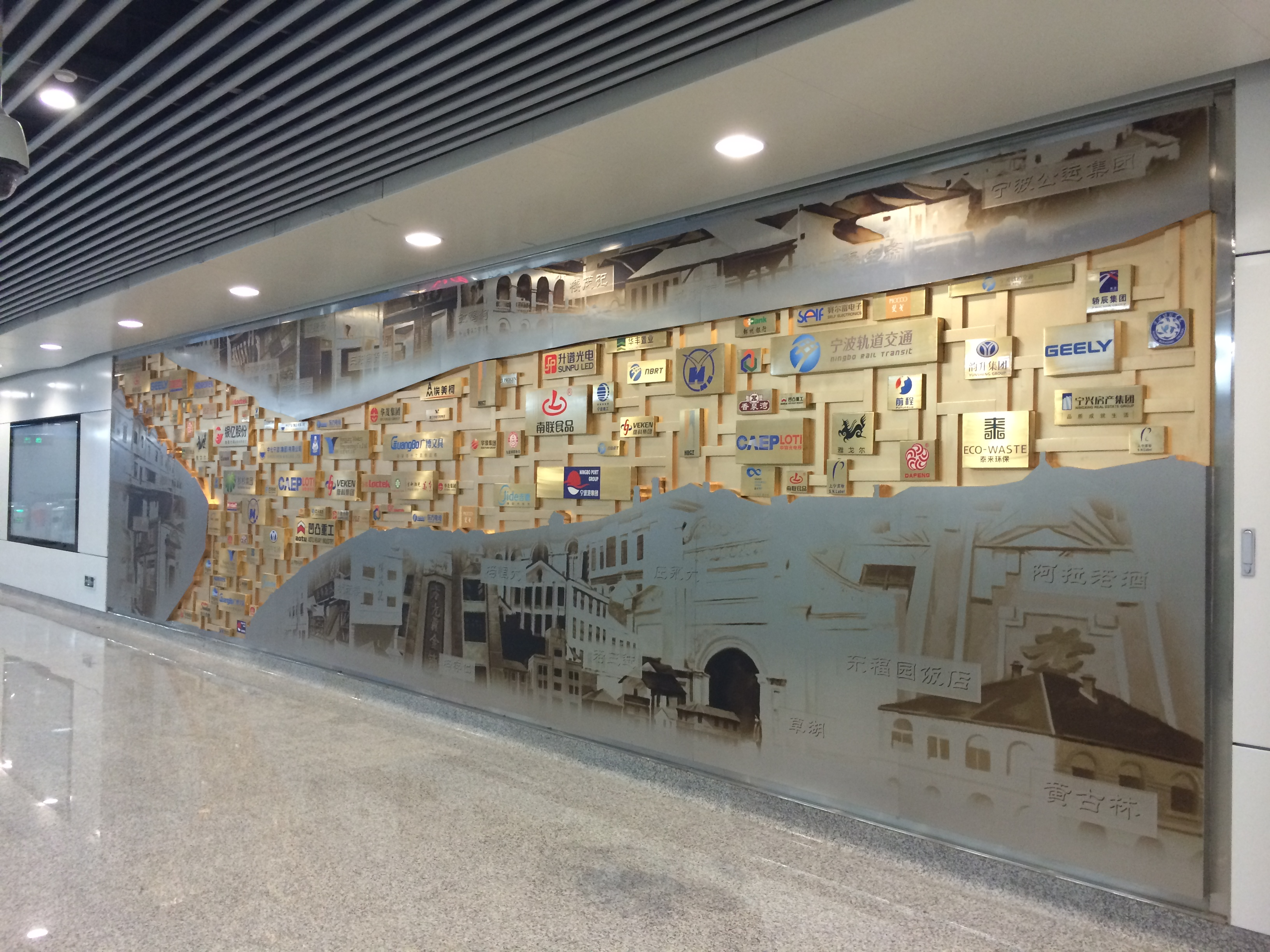
江厦桥东站艺术墙“东城脉动”

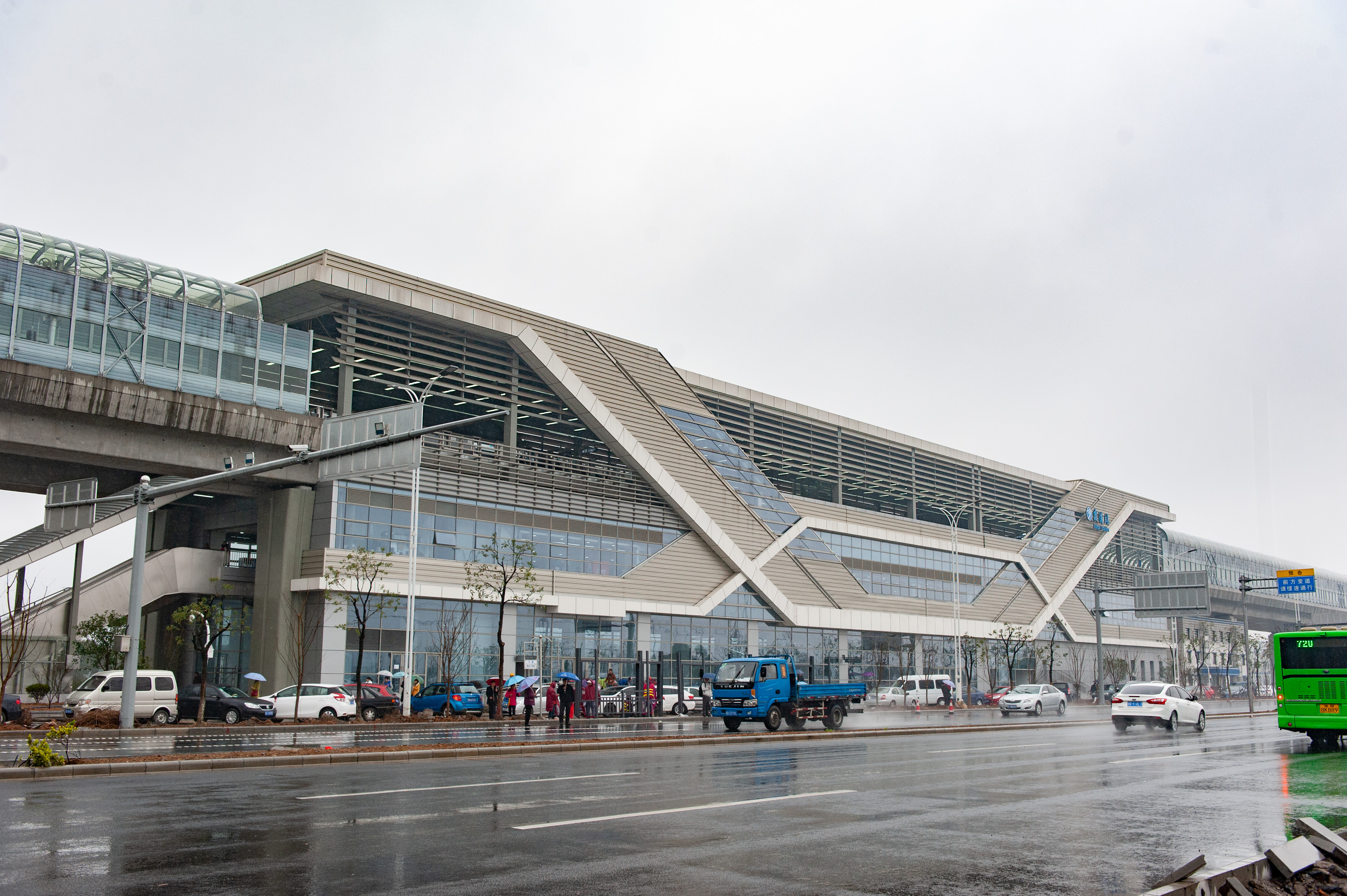
霞浦站“海鸥飞翔”外形

宁波轨道交通1号线车站装饰的主题为“天一生水”。一期工程15座车站中，9座为标准站，以望春桥站为样板。6座为文化站，结合宁波历史文化设计。在6座文化站中，梁祝站主题为“风雅梁祝”，取材为宁波发源的梁祝传说及车站附近的梁山伯庙遗址及梁祝文化公园。西门口站主题为“故城书韵”，取材于宁波老城望京门和天一阁藏书楼。鼓楼站主题为“凭楼倚月”，取材于车站附近象征宁波建城的宁波鼓楼及月湖景区。东门口站主题为“江厦·天下”，取材于有“走遍天下，不如宁波江厦”之称的江厦街和宁波商帮启航的东渡门码头。江厦桥东站主题为“东城脉动”，取材于车站附近的庆安会馆、浙常关和以和丰纱厂为代表的宁波近代工业。福庆北路站主题为“璀璨新城”，取材于车站所在的宁波东部新城，体现新城的发展速度。二期车站中的长江路站设有名为“港通天下”的艺术墙，通过集装箱等符号体现宁波的港城特色。1号线一期艺术墙设计获得全国城市雕塑建设指导委员会颁发的2013年“公共设施艺术化项目”范例奖。
1号线二期车站多为高架车站，8座高架车站根据周边区位设计为三种样式。五乡站、宝幢站外形契合车站所在地的水乡特点，外形结合江南民居材质和花格窗设计。邬隘站、大碶站外形契合车站所在地现代化和田园气息兼具的特点，外形结合“乌篷船”的造型特点。松花江路站至霞浦站四站则契合北仑区滨海城市的特点设计，外形为“海鸥飞翔”。

### 车站列表
宁波轨道交通1号线规划设有7座换乘站。其中，大卿桥站、鼓楼站、樱花公园站、海晏北路站在设计和施工时均同时建设了换乘结构。
|                                                               |            |                 |        |                  |  |
| 站名                                                          | 里程（km） | 换乘路线        | 所在地 | 车站形式         |  |
| 1号线西延（规划）                                             |            |                 |        |                  |  |
| 石路头                                                        |            |                 | 海曙区 | 高架三层侧式车站 |  |
| 1号线                                                         |            |                 |        |                  |  |
| 高桥西                                                        | 0.00       |                 | 海曙区 | 高架二层岛式车站 |  |
| 高桥                                                          | 1.65       |                 | 海曙区 | 高架三层岛式车站 |  |
| 梁祝                                                          | 3.30       |                 | 海曙区 | 高架三层岛式车站 |  |
| 芦港                                                          | 4.45       | ■ 5号线（规划） | 海曙区 | 高架三层岛式车站 |  |
| 徐家漕长乐                                                    | 5.46       |                 | 海曙区 | 高架二层岛式车站 |  |
| 望春桥                                                        | 6.67       | ■ 6号线（在建） | 海曙区 | 地下二层岛式车站 |  |
| 泽民                                                          | 7.89       | ■ 8号线（在建） | 海曙区 | 地下二层岛式车站 |  |
| 大卿桥                                                        | 9.00       | ■ 4号线         | 海曙区 | 地下二层岛式车站 |  |
| 西门口                                                        | 9.78       |                 | 海曙区 | 地下二层岛式车站 |  |
| 鼓楼                                                          | 10.73      | ■ 2号线         | 海曙区 | 地下三层岛式车站 |  |
| 东门口（天一广场）                                            | 11.39      |                 | 海曙区 | 地下三层岛式车站 |  |
| 江厦桥东                                                      | 12.30      |                 | 鄞州区 | 地下二层岛式车站 |  |
| 舟孟北路                                                      | 13.16      |                 | 鄞州区 | 地下二层岛式车站 |  |
| 樱花公园                                                      | 13.93      | ■ 3号线         | 鄞州区 | 地下二层岛式车站 |  |
| 福明路                                                        | 15.17      |                 | 鄞州区 | 地下二层岛式车站 |  |
| 世纪大道                                                      | 16.05      |                 | 鄞州区 | 地下二层岛式车站 |  |
| 海晏北路                                                      | 17.37      | ■ 5号线         | 鄞州区 | 地下二层岛式车站 |  |
| 福庆北路                                                      | 18.32      |                 | 鄞州区 | 地下三层岛式车站 |  |
| 盛莫路                                                        | 19.51      | ■ 7号线（在建） | 鄞州区 | 地下二层岛式车站 |  |
| 东环南路                                                      | 20.93      |                 | 鄞州区 | 地下二层岛式车站 |  |
| 邱隘东                                                        | 22.02      |                 | 鄞州区 | 地下二层岛式车站 |  |
| 五乡                                                          | 25.27      |                 | 鄞州区 | 高架二层侧式车站 |  |
| 宝幢                                                          | 29.51      |                 | 鄞州区 | 高架二层岛式车站 |  |
| 邬隘                                                          | 35.82      |                 | 北仑区 | 高架三层侧式车站 |  |
| 大碶                                                          | 38.20      |                 | 北仑区 | 高架三层岛式车站 |  |
| 松花江路                                                      | 40.35      | ■ 6号线（规划） | 北仑区 | 高架三层侧式车站 |  |
| 中河路                                                        | 42.75      |                 | 北仑区 | 高架三层侧式车站 |  |
| 长江路                                                        | 44.14      |                 | 北仑区 | 高架三层侧式车站 |  |
| 霞浦                                                          | 45.43      |                 | 北仑区 | 高架三层岛式车站 |  |
| 注：未开通的车站以深灰色背景 表示，未开通的换乘线路以灰色标注 |            |                 |        |                  |  |

## 车辆

### 列车简介

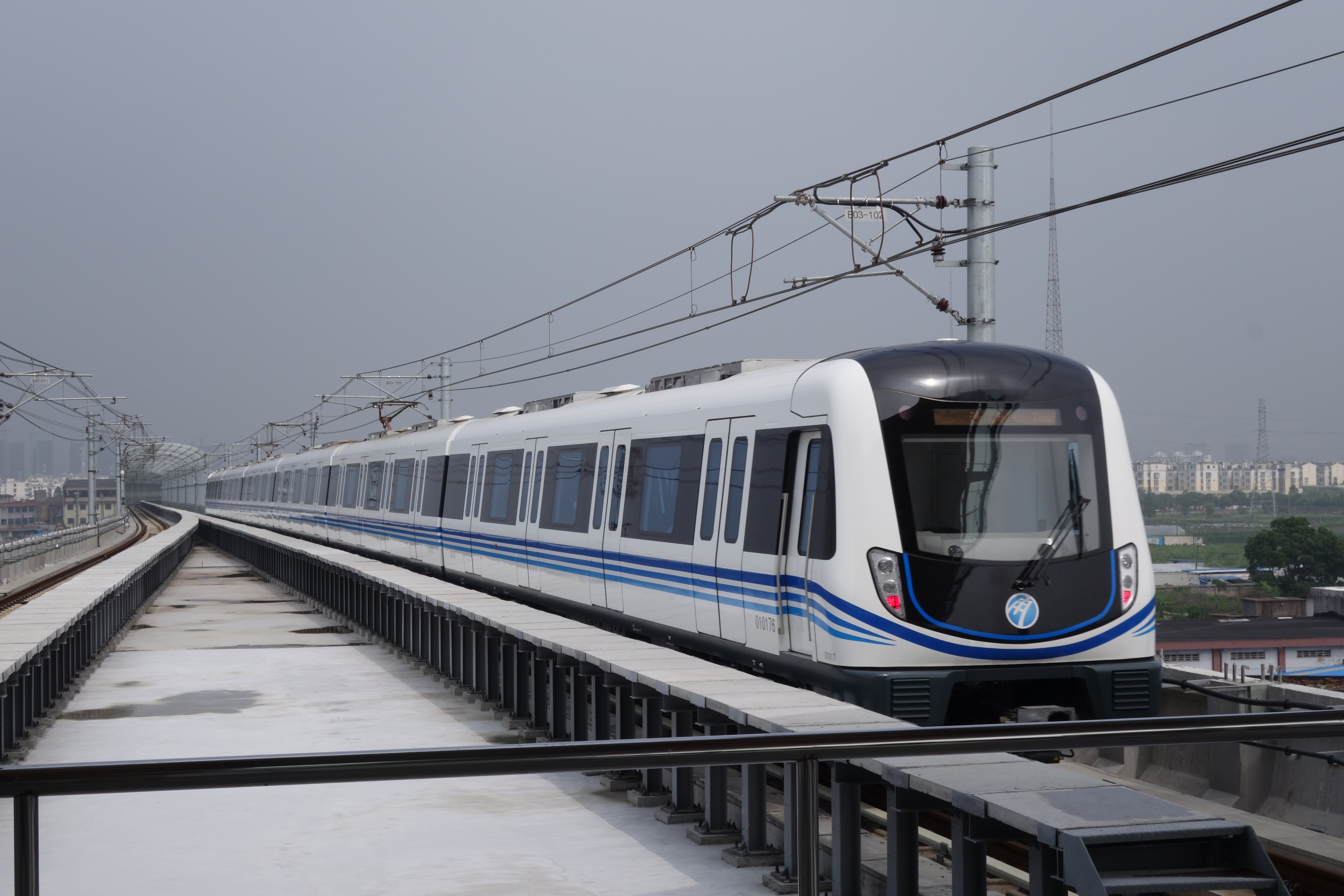
1号线列车驶离芦港站

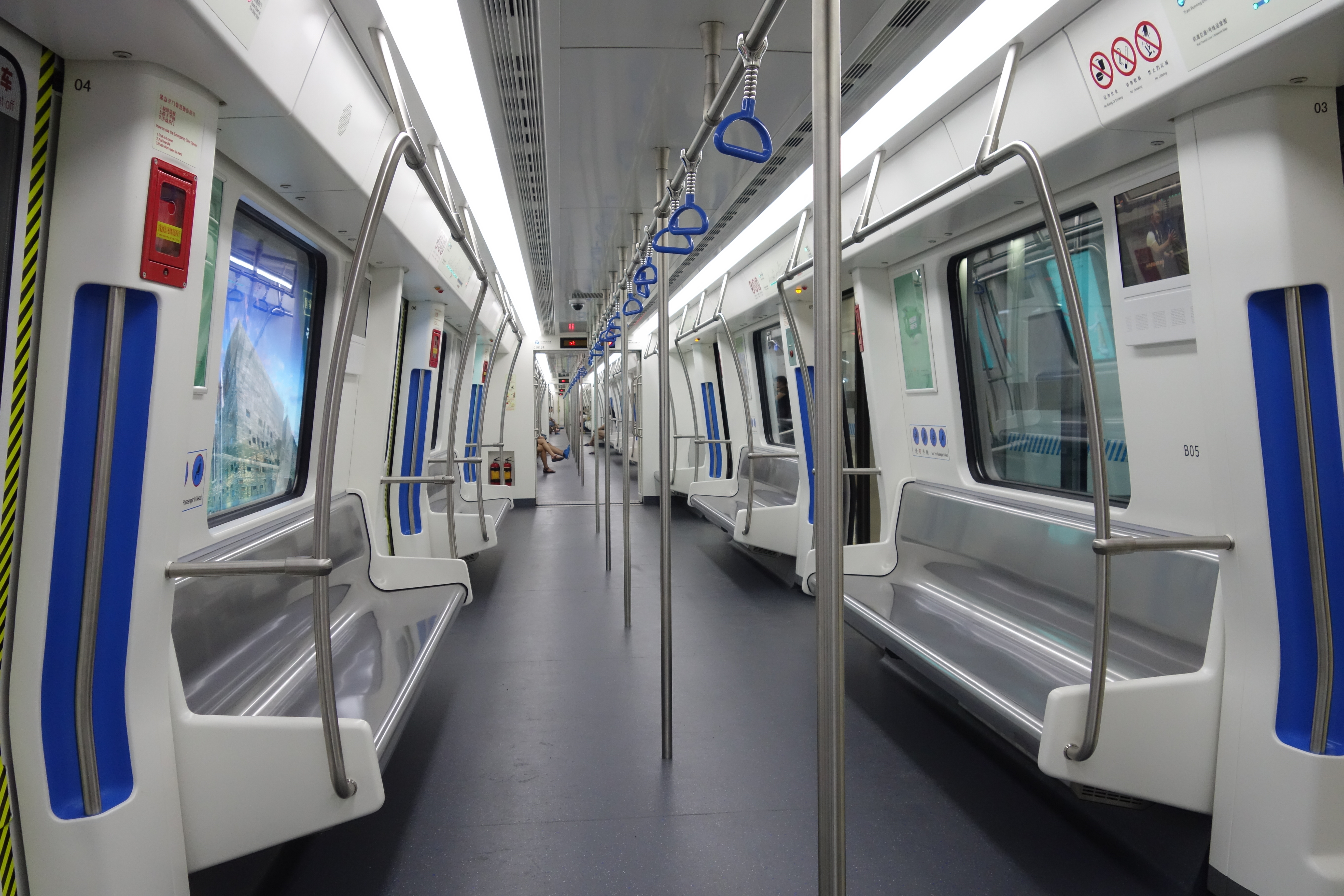
1号线列车内部

1号线一、二期车辆由南车株洲电力机车生产（部分车辆由位于鄞州区五乡镇的南车宁波产业基地生产）。一期车辆采用西门子交通原设计、株洲西门子牵引设备有限公司代工生产的牵引系统，包括1TB2010-1GA02型牵引电机和G1500 D1100/400 M5-1型牵引逆变器；二期车辆采用国产牵引系统，包括中车株洲电机制YQ-190-8B型牵引电机和株洲南车时代电气制t Power-TN3型牵引逆变器。
1号线一、二期共37列车（编号01001－01037）相继于2012年至2015年制造完成，另有2号线二期所招标列车中的4列（编号01038－01041）在1号线运营。
列车外观为鼓形，单节长 19 m（带驾驶室头车长 19.65 m），宽 2.892 m。全列为6节编组（= Tc + Mp + M - M + Mp + Tc =），全车定员1460人，最大载客量2062人，设计寿命为30年。车辆头罩部分为黑色喷漆，正中设有宁波轨道交通标志，侧面为三条渐变蓝色色带，寓意为宁波“三江汇聚”的城市特点。
列车采用VVVF交流传动系统，由 DC 1500V 架空接触网供电，最高运行速度 80 km/h，在线运行平均速度 35 km/h，平均启动加速度大于 1.0 m/s2，平均加速度大于 0.6 m/s2。列车车体采用铝合金材料，车内使用LED照明，在高架段上能够在9级风情况下平稳行驶。列车两端设有能量吸收区，可在碰撞情况下起缓冲作用。

### 行车组织
1号线开通后曾长期实行高桥西—霞浦的单一交路运行，2020年12月23日4号线开通后，经过行车组织调整采用了大小交路的运行模式，以望春桥站–东环南路站作为小交路运行区间。2021年5月初再次调图，1号线在工作日早、晚高峰时以3分50秒行车间隔开行高桥西站至霞浦站的单一大交路，平峰时混合开行间隔分别为3分50秒的小交路和7分40秒的大交路，6:45前和21:30后的低峰时段以7分40秒行车间隔开行高桥西至霞浦单一大交路；双休日则仅开行单一大交路，平峰行车间隔5分30秒，低峰行车间隔7分30秒。远期行车间隔有望提高至3分钟。

## 交通接驳

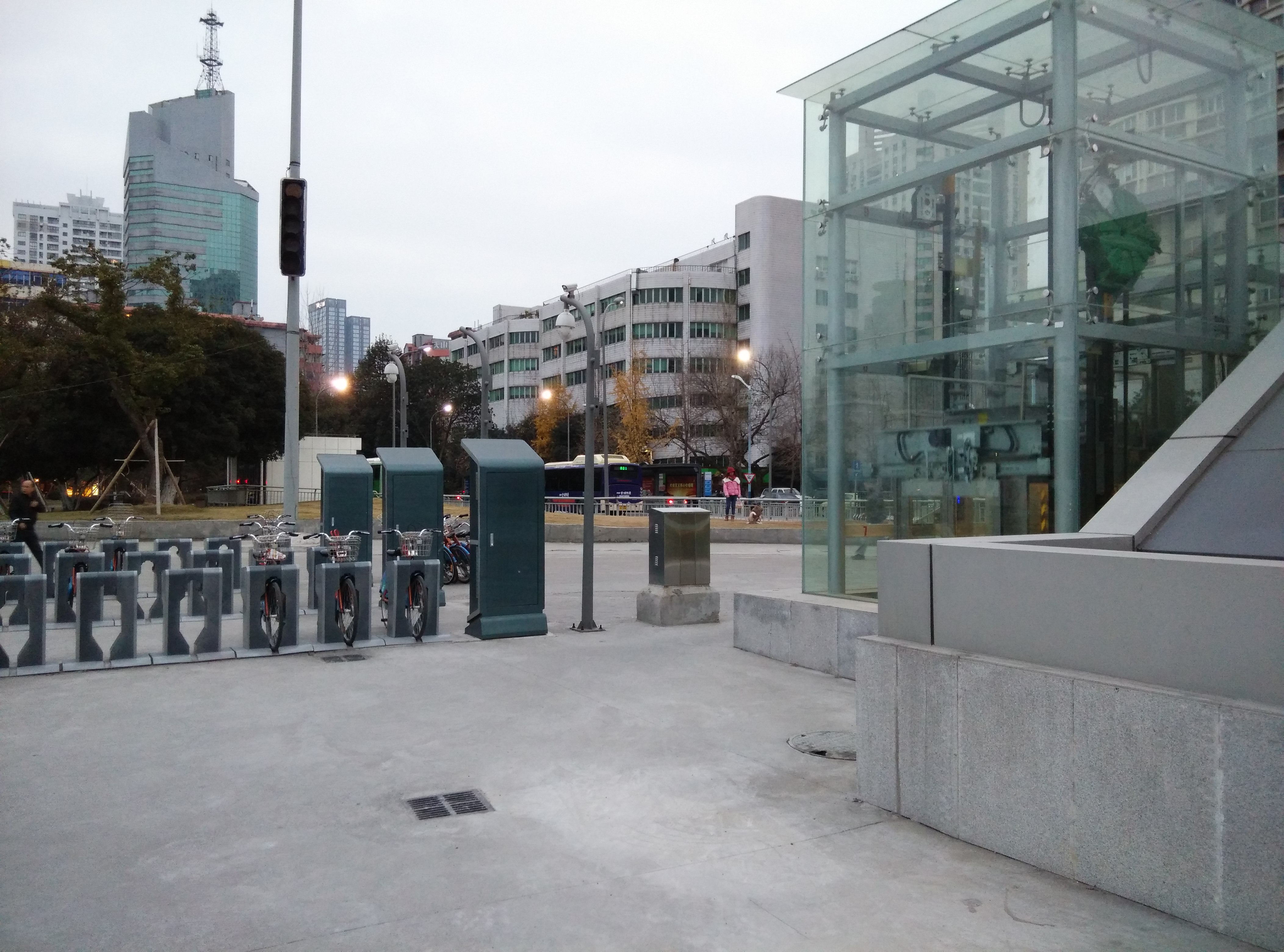
鼓楼站H出口外公共自行车与公交站

宁波轨道交通1号线沿途共设置11座公交首末站，分别服务高桥西站、徐家漕长乐站、西门口站、鼓楼站、樱花公园站、海晏北路站、东环南路站、五乡站、宝幢站、邬隘站、中河路站和霞浦站。除此之外，每个站点100米范围内均设有公交车站。中心城区内站点设有公共自行车租赁点。为截留进入中心城区的私家车，高桥西站、望春桥站、东环南路站、宝幢站和霞浦站设有P+R停车场。

## 附属设施

### 车辆基地
1号线设有三座车辆基地：天童庄车辆段、江南停车场和朱塘村停车场。天童庄车辆段位于东外环路以东的蔡江岸地区，主要承担1号线和整个宁波轨道交通系统的车辆维修以及1号线的乘务、车辆检查任务。江南停车场位于海曙区高桥镇张安桥村附近，东侧为大西坝河，西侧为宁波绕城高速公路，北侧为通途路。朱塘村停车场位于陈华立交北侧，珠江路东侧，朱塘村东北方向。两座停车场主要承担列车乘务、检查、清扫消毒和救援任务。

### 主变电所
1号线在望春桥站、樱花公园站和松花江路站附近设立三座主变电所，分别为望春主变电所、樱花主变电所和大碶主变电所，三座变电所均为110kV变电所。其中，樱花主变电所是浙江省首座地下变电所。三座变电所分别由临近的宁波城市电网宁西、桑田、邬隘三座220kV变电所提供电力支持。

### 控制中心
1号线与其他线路共用一座控制中心，线路的指挥控制、运营管理、制票清分作业均在控制中心完成。中心位于陈郎桥江以东，浦港路以西，宁穿路以北，靠近东环南路站，占地面积24195平方米，总建筑面积81068平方米，由广州地铁设计院设计。控制中心于2011年10月开工，在1号线开通前，运营分公司于2013年12月5日入驻指挥控制中心。

### 信号系统
宁波轨道交通1号线采用的是由中国铁路通信信号控股、阿尔斯通合资的企业卡斯柯所提供的Urbalis 888信号系统解决方案，属于基于移动闭塞的CBTC系统，能够实现司机监视下的自动驾驶，除发车需要司机确认外，不需司机操作。该解决方案的应用使得宁波轨道交通1号线成为浙江省内第一条CBTC全功能开通的线路。

## 文物保护
1号线一期工程穿越宁波城区中心地段，沿线分布有宁波天宁寺、永丰库遗址、宁波鼓楼等多处文物保护单位，二期则经过全国重点文物保护单位阿育王寺，因而施工时采取了文物保护措施。1号线一期盾构下穿文物密集区域时，采用减震措施，周边文物未出现沉降、开裂等现象。1号线二期需要开挖的育王岭隧道优化爆破方案，以减小对阿育王寺环境景观的影响。在二期施工前的文物抢救性发掘中，霞浦街道朱塘村发现完整的地层堆积，展现了当地从海洋变为陆地，进而有人类活动的历史。而大碶街道的璎珞村境内发现三座吴越国时期砖瓦窑址和9座从东汉至晚唐的墓葬，所发现的砖瓦窑为宁波地区保存最完整的早期窑址。2013年10月13日，其中保存最完整的一号窑被整体搬迁至中国港口博物馆保存和展示。

## 事故
2013年8月18日，1号线二期大碶–松花江路高架区间在进行支架预压时发生贝雷梁垮塌，造成2人死亡，4人受伤。事发后，1号线一期和二期高架段停工检查。2015年5月4日，天童庄车辆段上盖工程两名工人坠亡。